# King Byerd
King Byerd es una variedad cultivar de manzano (Malus domestica). Las frutas tienen una pulpa firme, crujiente y fina con un sabor subácido y ligeramente dulce.

## Sinónimos
- "King Bayard".[4]

## Historia
'King Byerd' es una variedad de manzana oriunda del condado de Cornualles en Inglaterra (Reino Unido).
'King Byerd' se cultiva en la National Fruit Collection (Colección Nacional de Frutales) con el número de accesión: 1954-051 y nombre de accesión: King Byerd. También está cultivado en la colección de manzanos sidreros del "Tidnor Wood National Collection® of Malus (Cider making)".

## Características
'King Byerd' es un árbol vigoroso, que produce abundantes cosechas; tiene un tiempo de floración que comienza a partir del 10 de mayo con el 10% de floración, para el 15 de mayo tiene una floración completa (80%), y para el 23 de mayo tiene un 90% de caída de pétalos.
'King Byerd' tiene una talla de fruto grande; forma redondo y cónica; con nervaduras evidentes en las caras; piel delgada, en la que se produce daños fácilmente por los golpes; epidermis con color de fondo verde, que se vuelve amarilla cuando madura, con sobre color de rubor rojo ladrillo en la cara expuesta al sol y un patrón de rayas rojizas que se desvanecen en el verde en el lado sombreado, desarrollando lenticelas moderadamente grandes y de color claro son abundantes en la cara expuesta al sol, ruginoso-"russeting" (pardeamiento áspero superficial que presentan algunas variedades) de medio a fuerte; pedúnculo de longitud moderadamente largo y delgado, colocado en una cavidad peduncular bastante profunda, en forma de embudo y con ruginoso-"russeting" en forma de rayos que se extienden hasta el hombro; cavidad calicina profunda y ancha, con importancia del "russeting" en la cav. calicina fuerte; ojo grande y abierto colocado en una cuenca abierta y fruncida rodeada por una corona con nudos irregulares.
Pulpa de color crema, de grano fino, firme y crujiente, sabor dulce-ácido cuando se cosecha por primera vez, pero se suaviza durante el almacenamiento.
Su tiempo de recogida de cosecha se inicia a finales de octubre. Las manzanas se almacenan bien durante cuatro meses, y se considera que está en su mejor momento de consumo en fresco de enero a marzo, cuando se suaviza para tener un sabor dulce y fuerte.

## Usos
Variedad de manzana de uso múltiple como manzana de mesa, y para cocina hacen unos excelentes pasteles, dulces, sabrosos y con un toque agridulce, así mismo muy apreciada para la elaboración de sidra encuadrada en el grupo de las manzanas dulce-ácido.

## Ploidismo
Diploide. Parcialmente autofértil, pero los cultivos mejoran con un polinizador compatible del Grupo E Día 17.

## Susceptibilidades
- Sarna del manzano.[6]